# Zethenia ferruginea
Zethenia ferruginea là một loài bướm đêm trong họ Geometridae.